# Bargylia lautereri
Bargylia lautereri – gatunek pluskwiaka z podrzędu różnoskrzydłych i rodziny zajadkowatych.

## Taksonomia
Gatunek ten opisany został w 2013 roku przez Davida Rédei i nazwany na cześć Pavela Lauterera, specjalisty od piewików i koliszków.

## Opis
Ciało długości 8 do 9 mm, drobno lecz wyraźnie granulowane. Ubarwienie w postaci wzoru złożonego z ciemnobrązowych do żółtawych obszarów. Głowa żółtawa z ciemnobrązowymi paskami i policzkami. Nadustek i guzki czułkowe bez kolcowatego wyrostka. Przedplecze umiarkowanie wydłużone, stopniowo ku tyłowi zwężone. Segmenty tułowia stosunkowo krótkie. Bezskrzydłe. Uda przedniej pary odnóży stosunkowo tęgie, od 9 do 9,7 razy tak długie jak ich największa średnica. Na udach tych długie, kolczaste wyrostki, z których 5 w rzędzie tylnobocznym prawie równych lub dłuższych od średnicy członu. Puszka genitalna samca bocznie spłaszczona. Fallosoma prosto zbudowana, błoniasta, o ujściu nieco poszerzonym.

## Rozprzestrzenienie
Gatunek endemiczny dla Australii, znany wyłącznie z Queensland.